# 阪神5311形電車
阪神5311形電車（はんしん5311がたでんしゃ）は、阪神電気鉄道（阪神）が所有していた、各駅停車用の通勤形電車である。普通運用の4連化に伴い、1両走行が可能な増結用車両を増強するため、1968年から1969年にかけて4両が製造された。

## 増結車の確保
1967年11月12日に実施された阪神の新設軌道各線（本線・西大阪線・武庫川線）の架線電圧の直流600Vから直流1500Vへの昇圧、翌1968年4月7日の神戸高速鉄道開業に伴う同社東西線および山陽電気鉄道への相互乗り入れの開始によって阪神本線の車両運用は大きく変化した。同時に、普通運用も朝ラッシュ時には4連運行を行うこととなり、基本編成となる2連は、昇圧後は2両固定編成となった5231形2連12本と当時最新鋭の5261形1次車 (5261 - 5270) 2連5本を中心に、従来から2両固定で使われることが多かった「ジェットシルバー」こと5201形5201 - 5202編成2連1本の計2連×18編成36両でまかなわれるようになった。
増結運用は単車走行可能な5001形2両・5101形・5201形28両・5151形2両の各形式合計32両が充当されていた。この時点では基本編成のほうが増結車より4両多く、増結車各形式は基本編成に充当されることもあり、その運用数によっては増結車の数が不足するおそれがあった。このため、5261形1次車をベースに単車走行可能な車両を投入することとなり、本形式が製造されることとなった。

## 概要
1968年12月から1969年2月にかけて、単車で走行可能な1,500V用車両として4両が製造された。製造所は武庫川車両工業である。また、本形式も5261形1次車同様、製造時期や車体形状などからジェットカー第2世代と呼ばれることもある。
火災事故対策の強化のため、阪神で初のA-A基準を採用し、以後の車両にも適用された。

## 車体
車体は5261形1次車（5261 - 5270）に類似した経済設計車体である。車体裾のRがなく前面は切妻であるが、前面の雨樋が7861形後期車と同様の埋め込み式になった。
パンタグラフは全車運転台側に1基搭載され、屋根上には5261形1次車と同じグローブ形通風器を搭載していた。また、5261形と同じく屋根のRが300mmと小さく、幕板の幅も広いことから、他形式と併結されると高さに差異が出るため、凹凸がよく目立った。
座席は他形式同様ロングシートであるが、車内の化粧板は若葉色を基調とする格子状模様入りのアルミデコラになり、以後8000系登場までの標準仕様となった。

## 主要機器
台車は5261形1次車と同様に住友金属工業FS-343を装着し、駆動装置も中空軸平行カルダンを採用した。歯車比も74:13で変更はなく、主電動機も5231形以来の出力75kWの東洋電機製造製のTDK-814Bを4基搭載する。
制御方式は抵抗制御、主制御器は単車走行可能な1C4M方式で、東芝製MM-19Cを搭載した。ブレーキは発電ブレーキ併用の電磁直通ブレーキ（HSC-D）である。
起動加速度および減速度も、試作車以来の起動加速度4.5km/h/s、減速度5.0km/h/sを維持しているほか、昇圧後の登場のため、当初から1500V専用車として製造されている。

## 運用
本形式の投入によって、朝ラッシュ時4両編成、データイムおよび夕ラッシュ時3両編成、夜間は2両編成で運行するという、阪神本線における1970年代の普通運用が確立された。
主な運用パターンは、4連でラッシュ運用に充当後、尼崎ないしは御影で1両解放、夕ラッシュ終了後再び尼崎ないし御影で1両解放して2両編成で終電まで運行した。入庫後、再び翌日の運用に備えて車庫内で4両編成を組んだほか、早朝2連で出庫して今度は尼崎ないし御影で2両増結、ラッシュ運用に充当されることもあり、あるいは増結車で3連を組成して車両交換で再び出庫、本線および西大阪線の運用につくなど、基本編成と増結車を組み合わせたきめの細かい運用を実施していた。この運用形態は1977年に5001形（2代）が登場して、初期投入のジェットカー各形式の置き換えが本格化される1970年代末期まで行われ、その後は早朝深夜2両、その他の時間帯は4両といった形態に簡素化された。
なお、入庫時は解放後単車走行で入庫したが、御影入庫の場合、石屋川車庫まで回送していたことから、大阪側に運転台がある奇数車が入庫する場合は連結面を前にした推進運転で御影 - 石屋川の一駅間を走行していた。
1971年には列車選別装置の設置、1980年には列車無線のVHF化が実施された。
　

## 冷房化と電機子チョッパ制御化改造
1980年に入ると普通系車両の冷房化が推進されることとなったが、折からの第二次オイルショックに端を発した省エネルギーの機運が高まっていた。阪神においても5151形・5311形の冷房改造と同時に施策的に回生ブレーキ付きの電機子チョッパ制御装置を設置することとなった。
編成は2両ユニットとなり、奇数車に補助電源装置、偶数車に主制御器が搭載された。主制御器は回生ブレーキ付き三菱電機製電機子チョッパ制御のCFM-108-15-RHに換装、5151形の東芝製に対して5311形は三菱製である。
ブレーキ装置も回生ブレーキ対応のHSC-Rに変更した。補助電源装置は75kVAのMGであるCLG-346、空気圧縮機はDH-25-DからC-2000-L（LA）に交換されている。
冷房装置は分散式ユニットクーラーのMAU-13Hを6基搭載、冷房効果を高めるために補助送風機としてラインデリアを併設するとともに貫通扉にドアチェック付の引戸を取り付けた。
パンタグラフは下枠交差式に換装した。回生ブレーキを使用するため、離線対策としてパンタグラフは各車に1基搭載する。
この改造は5311 - 5312の編成が1980年6月12日付で、5313 - 5314の編成は1981年6月6日付で実施された。この時の改造結果が良好であったことから、1981年には回生ブレーキ付き電機子チョッパ制御の5131形・5331形が新造された。

## 改造後の5311形
改造後の5311形は他の普通系冷房車と同様、早朝深夜2連、それ以外の時間は4連で運用され、4連運用時には普通系冷房車各形式と組んで運行されていた。その後、1987年12月ダイヤ改正による普通運用終日4連化時には5311形のみで大阪側から5311 - 5312 + 5313 - 5314で4連を組むこととなった。その後も大きな変化はなく、本線および西大阪線の普通列車で使用されていた。

### 編成替え
1990年代に入ると、本形式は5261形1次車や5151形と並んで普通系車両の中で車齢が高かったことから、当時設計が始まった普通系新車(5500系)への置き換え対象となることが予定されていた。しかし、1995年1月17日に発生した阪神・淡路大震災で本形式は被災を免れたものの、普通系車両から8両の廃車が出たことから、5500系の製造を前倒しで実施、被災廃車の不足分を埋めることとなったため、本形式および5261形1次車の5500系への早期置き換えが困難になった。
その後、復興に向かいつつあった1998年4月から1999年1月にかけて5500系5511F・5513F・5515Fが増備されたことにより、本形式のうち5311 - 5312の2連は5261形1次車6両および7801形2次車7835 - 7935 + 7936 - 7836とともに置き換え対象となり、1998年12月に編成替えを実施して5311 - 5312 + 5269 - 5270の廃車予定車で4連を、5313 - 5314は再び併結相手を失った5131形5143 - 5144と4連を組むこととなった。5311 - 5312は5261形1次車のさよなら運転翌日の3月21日付で、5261形1次車ともども廃車された。

### 終焉
残った5313 - 5314は大阪方に5131形5143・5144を併結した4連を組み、1999年4月に約4か月ぶりに運用に復帰した。併結する5143・5144は行先表示器に「普通」のみを表示し、行先表示板を併用している。
阪神としては最後の行先表示器未設置車であったが、5550系の導入により2010年に廃車となった。2010年10月11日を最後に運用を離脱、同月12日付で廃車となっている。